# Tiberio Claudio Donato
Tiberio Claudio Donato (in latino Tiberius Claudius Donatus; Roma, ... – dopo il 430) è stato uno scrittore romano.

## Biografia
Le notizie sulla sua vita sono piuttosto scarse: è certo che fu un retore del V secolo, forse vissuto intorno al 430.

## Interpretationes Vergilianae

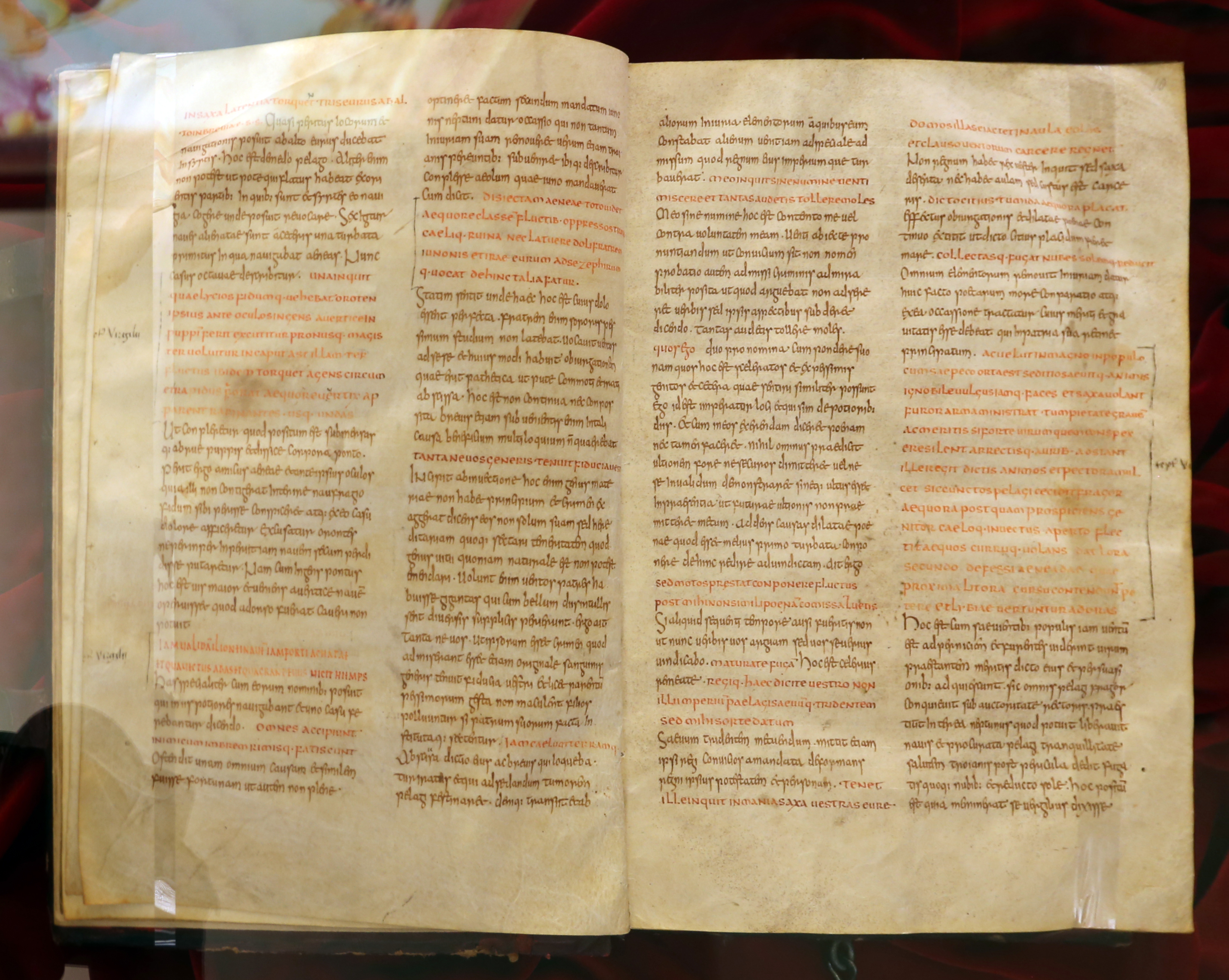
Interpretationes Vergilianae

Donato fu autore delle Interpretationes Vergilianae, scoperte nel 1488 e pubblicate in edizione integrale nel 1535 da Giovanni Paolo Flavio per incarico di Scipione Capece, su un manoscritto già del Pontano appartenente allo stesso Capece.
Si tratta di un commento parafrastico all'Eneide, di notevole valore per le osservazioni riguardanti la lingua e lo stile del grande Virgilio. Donato sostiene che la poesia di Virgilio ha un solo scopo, quello di lodare sia Enea sia Augusto. Il suo suggerimento che l'interpretazione di Virgilio sia da fare più retoricamente che non grammaticalmente rende l'idea di come l'Eneide fosse da secoli una parte fondamentale della concorrenza tra grammatica e retorica. Tuttavia, Donato nell'interpretazione di Virgilio applica alcuni dei principi della grammatica e riflette, quindi, una profonda competenza grammaticale.
L'opera ebbe un notevole seguito proprio per il suo valore stilistico, tanto che se ne pubblicarono 55 edizioni tra il 1488 e il 1599.

## Edizioni
- In libros duodecim Aeneidos quae antea desiderabatur absoluta interpretatio, Impressum Neapoli, per Ioannem Sulzbacchium & Matthiam Cancer, quarto Idus Novembris 1535.